# Riho Embrich
Riho Embrich (* 10. März 1993 in Tallinn, Estland) ist ein estnisch-finnischer Eishockeyspieler, der seit 2020 erneut bei Liikunnan Riemu in der Suomi-sarja, der dritthöchsten Spielklasse des Landes, unter Vertrag steht.

## Karriere
Riho Embrich begann seine Karriere als Eishockeyspieler im Nachwuchsbereich des Helsingfors IFK. Kurzfristig spielte er auch für Baltica Vilnius, den litauischen Vertreter in der russisch dominierten Nachwuchsliga Molodjoschnaja Chokkeinaja Liga B. Nach einem Jahr im Juniorenbereich der Espoo Blues wechselte er 2013 zu TuusKiekko in die Suomi-sarja, wo er zwei Jahre verbrachte. Nachdem er zu Beginn der Spielzeit 2015/16 bei Liikunnan Riemu aus der II-divisioona gespielt hatte, wechselte er Anfang 2016 zu JYP Jyväskylä in die Mestis, wurde aber auch von deren Kooperationspartner JYP-Akatemia in der Suomi-sarja eingesetzt. 2017 kehrte er zum inzwischen in die Suomi-sarja aufgestiegenen Liikunnan Riemu zurück. Ein Jahr später zog es ihn nach Frankreich, wo er 2018/19 beim Toulouse Blagnac Hockey Club in der Division 2, der dritthöchsten Spielklasse des Landes, spielte. Nachdem er 2019/20 nicht spielte, steht er seit 2020 erneut bei Liikunnan Riemu, das inzwischen in die Suomi-sarja aufgestiegen ist, auf dem Eis.

### International
Für Estland nahm Embrich erstmals an der Olympiaqualifikation für die Winterspiele in Sotschi teil. Später spielte er bei den Weltmeisterschaften 2015, 2016, 2017, 2018 und 2019 in der Division I.